# ニッキー・デローチ
ニッキー・デローチ（Nikki DeLoach,  1979年9月9日 - ）は、アメリカ合衆国の女優・子役である。

## 来歴
1979年、ジョージア州ウェークロスに生まれる。実家は農場を経営していた。幼い頃から子役として地元の舞台を踏み、子役モデルとしていくつかの広告媒体へも登場した。1993年に、子供向けテレビ番組『ミッキーマウス・クラブ』へ出演。同期にはライアン・ゴズリング、ブリトニー・スピアーズ、クリスティーナ・アギレラにジャスティン・ティンバーレイクなど錚々たる顔ぶれがいた。その後、一旦ジョージア州へ戻った後に、ロサンゼルスへ渡り、本格的な芸能活動をスタートさせた。
1998年には、ガールズ音楽バンド「Innosense」のメンバーとして活動を開始。1995年からはテレビドラマ『Misery Loves Company』などへも出演して女優としての経験を積んだ。2003年にバンドが解散した後も、女優活動を続けており、近年では『Awkward 不器用ジェナのはみだし青春日記』のレギュラーキャストとしても知られている。

## 出演作品

### 映画
- ガンファイターズ・ムーンGunfighter's Moon (1995)
- Traveller (1997)
- ロングショット Longshot (2001) ※Innocenseのメンバーとして
- ザ・インターネット2 The Internet 2 (2006) ※ビデオ作品
- Law Dogs (2007) ※テレビ映画
- キューティ・バニー The House Bunny (2008)
- 最終突撃取材計画! An American Carol (2008)
- マスカレード Maskerade (2010)
- Flying Lessons (2010)
- The River Why (2010)
- ザ・トライアル The Trial (2010)
- ラブ & ドラッグ Love & Other Drugs (2010)
- Answers to Nothing (2011)
- Hollywoo (2011)
- A Golden Christmas 3 (2012)
- The Devil's in the Details (2013)
- ザ・ハンテッド The Hunted (2013)

### テレビドラマ
- Misery Loves Company (1995)
- 炎のテキサス・レンジャー Walker, Texas Ranger (1997)
- North Shore (2004 - 2005)
- Grounded for Life (2005)
- WINDFALL～運命のいたずら Windfall (2006)
- CSI:ニューヨーク CSI: NY (2006)
- コールドケース 迷宮事件簿 Cold Case (2007)
- デイズ・オブ・アワ・ライブス Days of Our Lives (2007 - 2009)
- WITHOUT A TRACE/FBI 失踪者を追え! Without a Trace (2008)
- ディフェンダーズ 闘う弁護士 The Defenders (2011)
- Awkward 不器用ジェナのはみだし青春日記 Awkward. (2011 - 2015)
- トラフィック・ライト Traffic Light (2011)
- リンガー 〜2つの顔〜 Ringer (2012)
- CSI:科学捜査班 CSI: Crime Scene Investigation (2013)
- MAJOR CRIMES〜重大犯罪課 Major Crimes (2014)
- NCIS 〜ネイビー犯罪捜査班 NCIS: Naval Criminal Investigative Service (2014)
- The Exes (2014)
- クリミナル・マインド FBI行動分析課 Criminal Minds (2014)
- Sirens (2015)